# Microtechnologie
Ne doit pas être confondu avec Microtechnique.
La microtechnologie est l'ensemble des microtechniques, qui sont les techniques de fabrication à l'échelle sub-millimétriques (c’est-à-dire dans le domaine du micromètre), incluant les technologies de fabrication planaire de la microélectronique et les techniques de micro-usinage utilisées pour la fabrication des microsystèmes.

## Exemples d'applications
- Interrupteurs optiques[1]
- Connecteurs optiques
- Matrices de micro-miroirs, ou DMD (Digital Micromirror Device) qui définissent les pixels.
- Diodes laser à cavité verticale émettant par la surface
- Microbolomètres (bolomètre à l'échelle micrométrique)